# Horsfordite
La horsfordite è un minerale non ritenuta valida dall'IMA perché di origine antropogenica.